# جيريمي كايل
جيريمي كايل (بالإنجليزية: Jeremy Kyle)‏ (ولد في 7 يوليو 1965) كاتب ومقدم برامج بريطاني، اشتهر باستضافته البرنامج المثير للجدل ذا جيريمي كايل شو على قناة
أي تي في منذ عام 2005; كما قدم أسمن رجل في بريطانيا (2009).

## روابط خارجية
- The Jeremy Kyle Show at itv.com
- جيريمي كايل على موقع IMDb (الإنجليزية)
- جيريمي كايل على موقع قاعدة بيانات الفيلم (الإنجليزية)